# Ofentse Nato
Ofentse Nato (Ramotswa, 1 de outubro de 1989) é um futebolista botsuanense que atua como volante.

## Carreira
Ofentse Nato representou o elenco da Seleção Botsuanense de Futebol no Campeonato Africano das Nações de 2012.